# Jüri Jaanson
Jüri Jaanson, född den 14 oktober 1965 i Tartu i Estniska SSR, Sovjetunionen, är en sovjetisk och därefter estländsk roddare.
Han tog OS-silver i dubbelsculler i samband med de olympiska roddtävlingarna 2008 i Peking.